# 鷹松宏一
鷹松 宏一（たかまつ こういち、1991年1月17日 - ）は、日本の俳優、タレント、実業家。東京都出身。東京都立江戸川高等学校卒業、本名は佐藤宏一(さとう こういち)。所属事務所はオレンジとEnthena。株式会社Enthenaの代表取締役でもある。

## 来歴
7才から10年間野球をしており、プロ野球選手になるのが夢だったが、ヒジを壊したため夢を断念した。
野球をやめた時に両親や友達、お世話になった人達に自慢できる人間になりたいと思い、俳優を目指すことを決意し、高校卒業後、専門学校に入学。
- 2011年にMILLENNIUM PROに所属[3]。
- 2013年9月18日[4]に、MILLENNIUM PROには所属しつつ、「AGN@Enthena」を創立[5]。
- 2013年11月より市川大貴、上原拓馬、小俣一生とともに語り歌ユニット「MILLENNIUM」の活動も開始[6]。また、2015年6月6日に結城駿とともにダンスボーカルユニット「REBELLION」としても活動開始する等、歌手としても活動している[7]。
- 2017年1月から放送されたドラマ『スター☆コンチェルト〜オレとキミのアイドル道〜』の中でアイドルの候補生である田中理一郎を演じ、その後アイドルユニット『スター☆コンチェルト』のメンバーとしてアイドル活動をしていたが、12月6日の卒業イベントにて卒業[8]。
- 2017年4月にAGN@Enthenaを株式会社Enthenaとし、自身が代表取締役となる[9]。
- 2019年6月末に自身のSNSアカウントにて、MILLEINNIUM PROを円満退社し、7月からはオレンジで俳優活動することを発表した。
- 2020年4月に株式会社Enthenaより初の飲食店となるKaraoke Bar『CASIRIS』を開業、ECサイト『Rinerva』開設した。
- 2020年9月からはドバイでの事業展開を進めている。

## 人物
- 得意なスポーツは野球、ボクシング、ブレイクダンス[10][11]。

## 主な出演

### テレビドラマ
- IS〜男でも女でもない性〜 第8話（2011年、テレビ朝日系列）
- ラッキーセブン 第1話（2012年、フジテレビ）- ファイター役
- ティーンコート 第7話（2012年、日本テレビ系列）- 須藤 役
- 放課後はミステリーとともに（2012年、TBS系列）- 本田博明 役
- 黒の女教師 第5話（2012年、TBS系列）
- 幸せの時間 第12話（2012年、フジテレビ系列）
- 今日の日はさようなら（2013年、日本テレビ系列）
- 夫のカノジョ 第6話（2013年、TBS系列）
- 1914 幻の東京〜よみがえるモダン都市〜（2014年、NHK系列）
- 戦力外捜査官 第7話（2014年、日本テレビ系列）
- オトナグリム（2014年、フジテレビ系列）
- 家族狩り 第3話（2014年、TBS系列　第3話）
- ワイルド・ヒーローズ（2015年、日本テレビ系列）- 門松組 筧 役
- ダークサイドストーリー-摩訶不思議な物語-（2015年、テレビ埼玉系列）- 主演
- 猫侍 玉之丞 江戸へ行く（2016年、東名阪ネット6・5いっしょ3ちゃんねる参加局および地方局） - 仁平 役
- スペシャルドラマ『風媒花』（2016年、千葉テレビ） - 主演・山本楓役
- スター☆コンチェルト〜オレとキミのアイドル道〜（2017年、メ〜テレ・TOKYO MX）- 田中理一郎 役
- 世にも奇妙な物語 '17春の特別編『妻の記憶』（2017年4月29日、フジテレビ） - 若き日の陽一郎 役
- 相棒 season16 第16話（2018年、テレビ朝日系列）
- 本の門番〜ぶくぶく食堂物語〜（2018年、テレビ埼玉）- 神田哲哉 役
- 神ノ牙-JINGA- 第10話・第11話（2018年、TOKYO MX・BS11）
- さすらい温泉♨遠藤憲一 第5話（2019年、テレビ東京） - 加瀬清次 役
- 高嶺と花（2019年、フジテレビ系列）
- 歌舞伎町弁護人 凛花（2019年、BSテレビ東京ほか） - 乾猛 役
- 時効警察はじめました 第3話（2019年、テレビ朝日系列）
- リアルプリンセス『ラプンツェル』第2話（2020年、NHK）- 恵麻母の恋人 役
- 小河ドラマ『徳川☆家康』（2021年、関西テレビ系列） - 本多忠勝 役
- 理想のオトコ 第1話・第3話（2021年、テレビ東京系列）
- カラフラブル～ジェンダーレス男子に愛されています。～ 第6話・第9話・第10話（2021年、読売テレビ・日本テレビ） - 壇宏介 役
- 駐在刑事SP2021（2021年5月24日、テレビ東京系列） - 熊井健吾 役

### 映画
- ゼブラーマン-ゼブラシティの逆襲-（2010年5月1日公開）
- ホットロード（2014年8月16日公開）- 漠統・辻井 役
- ガチバン NEW GENERATION1（2015年1月31日公開） - 加藤鷹志 役
- だCOLOR? 〜THE脱獄サバイバル〜（2015年3月28日公開）
- レジェンド 最凶覚醒（2015年4月26日公開）- 轟剛 役[12]
- レジェンド 最凶覚醒II（2015年9月13日公開）- 轟剛 役[13]
- 風媒花（2016年10月22日公開）- 主演・山本楓 役[14]
- CAGE（2017年9月21日公開）- 主演・ラギ 役[15][16]
- 血まみれウェディング（2018年公開）- 鈴木将太 役（友情出演）[17][18]
- トウキョウ・リビング・デッド・アイドル（2018年公開）- 軍人ゾンビ・加藤 役[19]

### 舞台
- 骨髄移植推進キャンペーンミュージカル明日への扉 (ミュージカル)（2010年10月、ゆうぽうとホール）- 時雄 役・大川 役
- スペインダマリ第3回公演「ブンナよ、木からおりてこい」（2011年3月、SHIBUYA BOXX）- 主演 ブンナ 役
- DHE@stageプロデュース　ロックミュージカル「陰陽師 〜Light and Shadow〜」（2011年4月、新国立劇場中劇場）- 静兄 役
- 「華アワセ〜baced on 蛟編〜 」（2014年1月、天王洲銀河劇場）- 玉虫 役
- 劇団たいしゅう小説家Presen's「名主畑リーサとイザナギ君」（2014年5月、萬劇場）- 世良剛 役
- 「MOSH007〜私を愛したスパイ〜 」（2014年5月、BOX in BOX THEATER）
- ASSH第18回公演「蒼海のティーダ」（2014年8月、新宿村LIVE）- 江里口虎次 役
- 劇団アメリカンコミックシアター旗揚げ公演「DEAD or ALIVE or ARBEIT」（2014年10月、八幡山ワーサルシアター）- 源田忠次 役
- 鬼斬（2014年12月、新宿村LIVE） - 平景清 役
- MOSH08 〜恋する惑星〜（2015年2月、築地ブディストホール）
- 龍狼伝（2015年5月、銀座博品館劇場）- 虚空役
- ツラヌキ怪賊団 presents「ねぇ、ヒルガオが咲いてるよ。」（2015年8月、新宿村LIVE） - 味噌川・BOSSデューク・前田大尊 役
- Xion（2015年11月、笹塚ファクトリー） - リード 役
- エンテナ PLAY UNION「年の始めのためしとて」（2016年1月、萬劇場） - ムサシノキスゲ・主演 榊原ケン 役
- 暁のヨナ（2016年3月、EX THEATER ROPPONGI）- シンア 役
- 龍狼伝 第二章（2016年4月、シアター1010）- 虚空 役
- ファントム・チューニング（2016年8月、新宿村LIVE） - 主演 四十万八十二 役
- イケメン戦国 THE STAGE〜真田幸村編〜（2017年4月、銀座博品館劇場）- 顕如 役
- フルコンタクト！〜松風少年院・第七分院くすのき寮合唱団〜（2017年5月、萬劇場） - 伊勢原虎之助 役[20]
- 夢王国と眠れる100人の王子様〜Prince Theater〜（2017年7月、AiiA 2.5 Theater Tokyo）- キャピタ 役
- イケメン戦国 THE STAGE〜織田軍 VS ”海賊”毛利元就編〜（2017年8月、銀座博品館劇場）- 顕如 役
- 天国の脚本家 冴嶋コーキ ～袖振り合うも多生の宴～（2017年10月、銀座博品館劇場）- 森二郎 役
- コントス！（2018年1月、シアターバビロンの流れのほとりにて）- 座長[21]
- イケメン戦国 THE STAGE〜織田信長編〜（2018年4月、シアター1010）- 顕如 役
- 本の門番〜ぶくぶく食堂物語〜《門番のはじまり編》（2018年5月、中目黒 ウッディシアター）- 神田哲哉 役
- UZR 第二回公演「雨宿りにコーヒーを」（2018年6月、サンモールスタジオ）- 松坂大気 役
- 本の門番〜ぶくぶく食堂物語２〜《玉響なつめ著・転生しまして、現在は侍女でございます。編》（2018年7月、シアター風姿花伝）- 神田哲哉 役
- NORN9 ノルン＋ノネット（2018年10月、草月ホール）- 吾妻夏彦 役[22]
- 呪いの万華鏡／呪いの49日（2018年12月、中野HOPE・中野テルプシコール）- 篠塚ヒロト 役
- 神ノ牙-JINGA-（2019年1月6日、天王洲 銀河劇場）- ピンプ 役（ゲスト）
- 夢王国と眠れる100人の王子様 On Stage（2019年1 - 2月、シアター1010/ステラボール）- キャピタ 役[23]
- UZR 第三回公演「彼は誰時の桜」（2019年4月7日ゲスト、サンモールスタジオ）- 警備員 役
- TBS SPARKLE× Age Global Networks「Three Rage」（2019年8月、CBGKシブゲキ!!）- 主演・矢口半次郎 役[24]
- UZR 第四回公演「クリスマスができるまで」（2019年12月18日、コフレリオシアター）- 冬月忍 役（ゲスト）
- 舞台「CHAIN〜因縁の連鎖〜」（2019年12月、浅草九劇）- 主演・葛西凱 役[25]
- 舞台「アマテラスドライブ-プロト-」（2020年2月、CBGKシブゲキ!!）- 主演・カムイ 役[26]
- 舞台「アマテラスドライブ-イデア-」（2020年3月、CBGKシブゲキ!!）- 主演・カムイ 役
- 舞台「Three Rage２」（2020年5月、赤坂RED/THEATER）- 矢口半次郎 役[27]
- 『ダイヤのA』 The MUSICAL（2020年7月、シアター1010、メルパルクホール大阪）- 丹波光一郎 役[28]

### バラエティ
- ザ!鉄腕!DASH!!「人間影絵を作れ」（2010年、日本テレビ系列）
- トークバラエティ番組「ドゥーイッと！」（2012年4月6日 - 2013年3月29日、WALLOP放送局）- メインMC
- Enthena TV「街声 - 皆が気になる街の声 - 」（2016年6月 - 、FRESH! by Abema TV）- メインパーソナリティ
- 料理番組「スタ☆コン クッキング」（2017年4月-、TOKYO MX・熊本県民テレビ）
- 白の美術館「林真理子の回」（2019年、テレビ朝日系列）- ゲスト俳優

### ラジオドラマ
- 劇ラヂ！ライブ2014「ビストロノザキ」（2014年11月2日、NHKラジオ第1放送/NHKワールド・ラジオ日本）- 道場 役

### テレビアニメ
- おかあさんはエコアイドル（2011年4月4日 - 2013年3月25日、瀬戸内海放送）- 影丸 役

### ゲーム
- 暁のブレイカーズ（Nintendo Switch、スマホ向け新作ゲーム）- ジェネラル 役

### CM
- ピーアーク 2018（2018年春、TBS）

### その他
- 矢沢永吉 東京ドーム公演「ROCK'N'ROLL IN TOKYO DOME」（2009年9月19日）- バックダンサー
- ミュージックステーション（2012年4月、テレビ朝日系列） - 大塚愛『CHU-LIP』バックダンサー
- AGN@Enthena プロデュース総合エンターテインメントイベント「Enthena EVENT」1st - 9th（2013年11月 - 2014年9月、原宿 Astro HALL）
- 「Boys INSPIRE 新年イケメンSpecial Club INSPIRE Presents Event」（2015年1月28日、六本木 morph-tokyo）
- AGN@Enthena プロデュース総合エンターテインメントイベント「Enthena EVENT」10th（2015年6月、渋谷DESEO）
- 「ミニコレIKE-MENS COLLECTION」（2015年6月24日、渋谷 clubasia）
- 「CLAP×CLAP」（2015年7月16日、六本木Morph Tokyo）
- AGN@Enthena Eve☆プロデュース 総合エンターテイメントLIVE「D2sk DISCO -TRACK 2-」（2015年7月31日、四谷 Live inn Magic）
- Shibuya Cross-FM「イケメンSCRAMBLE」（2015年8月1日、Shibuya Cross-FMインターネットTV）
- 「BOYS TIME vol.6〜夏休みSP〜」(2015年8月3日、新大久保 代アニLIVEステーション)
- 「ミニコレ vol.49」（2015年8月6日、渋谷 Star Lounge）
- 「ハジPOP!! vol.1」（2015年8月16日、渋谷 Club Camelot）
- 「ミニコレIKE-MENS COLLECTION vol.7」（2015年9月18日、渋谷 club asia）
- AGN@Enthena・スーパーシャークエンターテイメントプロデュース 服部翼×鷹松宏一コラボ 総合エンターテイメントLIVE「Griffin Attract vol.1」（2015年10月3日、渋谷 VUENOS）
- AGN@Enthena 『GATHERING-E』× 渋谷VUENOS『17周年記念ライブ』（2015年10月10日、渋谷 VUENOS）
- ミニコレIKE-MENS COLLECTION vol.8〜Halloween festival（2015年10月19日、渋谷 WOMB LIVE）
- ミニコレIKE-MENS COLLECTION vol.9〜食欲の秋編（2015年11月16日、渋谷 StarLounge）
- AGN@Enthena 第二回『GATHERING-E』（2015年11月17日、渋谷 VUENOS）
- BRUE TOKYO FESTIVAL×ミニコレIKE-MENS COLLECTION 〜新世代 集結祭 -冬- 〜（2015年12月8日、Zepp DiverCity (TOKYO)）
- ミニコレIKE-MENS COLLECTION 2015総集編〜X'masスペシャル（2015年12月21日、渋谷 WOMB LIVE）
- ミニコレIKE-MENS COLLCTION vol.10（2016年1月18日、渋谷 StarLounge）
- PRE-MENS the JUDGE 大阪公演（2016年2月10日、大阪日本橋 starbox）
- Asia Girls Collection × ミニコレIKE-MENS COLLECTION〜前夜祭！鬼は外 福は内〜（2016年2月11日、江坂MUSE）
- Asia Girls Collection × ミニコレIKE-MENS COLLECTION 〜 大阪公演 〜（2016年2月12日、Zeppなんば）
- AGN@Enthena プロデュース総合エンターテインメントイベント「Enthena EVENT」11th（2016年9月、下北沢GARAGE）
- 「スター☆コンチェルト」定期上映会&振り返りトークイベント（2017年1月 - 2017年3月、CLUB Camelot）
- 「スター☆コンチェルト」デビュー記念スペシャルイベントin TOKYO（2017年3月、新宿・Zirco Tokyo）
- 「スター☆コンチェルト」デビュー記念スペシャルイベント in NAGOYA（2017年3月、名古屋・東別院ホール）
- 「スタ☆コン祭！」（2017年5月、ヤクルトホール）
- スター☆コンチェルト1st ONE-MAN LIVE TOUR『MOVE ON!!』（2017年7月、東京公演：渋谷 WWW X・名古屋公演：名古屋ReNY limited・大阪公演：ESAKA MUSE）
- リモート配信作品「Three Rage1.5 -bond of the screen-」（2020年5月30日-2020年6月14日）- 矢口半次郎 役[29]